# Ann Mercken
Ann Mercken, née à Hasselt le 6 mai 1974, est une athlète belge spécialiste du 400 m haies. Elle a été 7 fois championne de Belgique dans cette discipline et détient le record de Belgique du 400 mètres haies en 54 s 95.

## Championnat de Belgique
| Discipline       | Résultats | Année                                    |
| ---------------- | --------- | ---------------------------------------- |
| 100 m haies      | 1re       | 1996                                     |
| 400 m haies      | 1re       | 1995, 1996, 1998, 1999, 2000, 2001, 2002 |
| 200 m (en salle) | 1re       | 1999                                     |

## Récompense
Elle remporte le Spike d'Or en 1996.